# Поворотна пружина

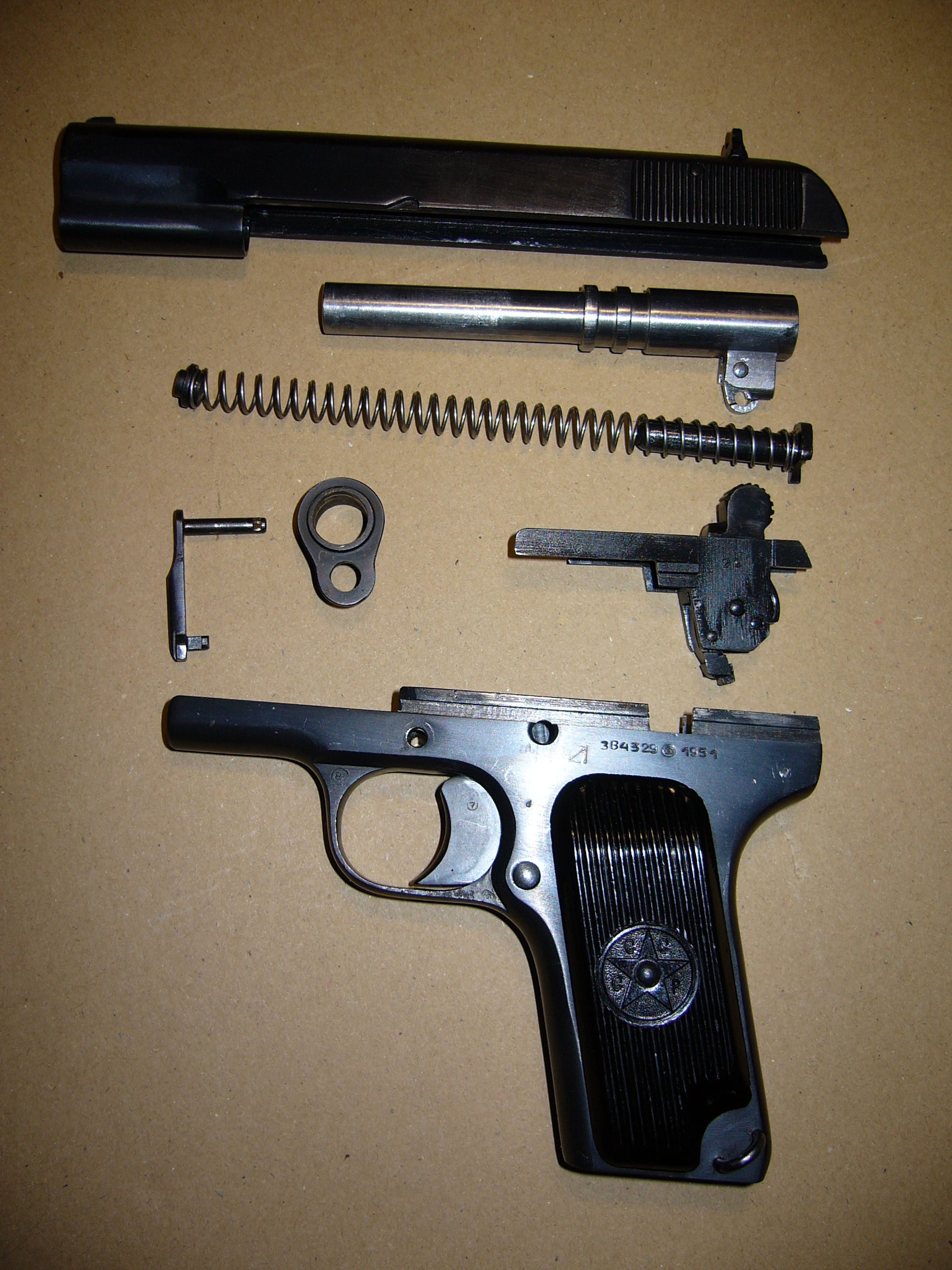
Неповне розбирання пістолета ТТ. Поворотна пружина з напрямною втулкою — третя зверху деталь

.
Поворотна пружина — пружина в механізмі автоматичної зброї, призначена для повернення рухомих частин зброї — затвора, в деяких системах також ствола і газового поршня — у вихідне положення після пострілу. У переважній більшості зразків зброї являє собою виту циліндричну пружину, що працює на стиск, проте зустрічаються системи з пластинчастою (ранні варіанти пістолета Люгера) або спіральною (ручний кулемет Льюіса обр. 1915 р.) поворотною пружиною.
У ряді систем поворотна пружина одночасно служить бойовою і в цьому випадку називається зворотно-бойовою (наприклад, в більшості пістолетів-кулеметів).